# Rio Vaupés
Il Rio Vaupés (in portoghese Fiume Uaupes), è un fiume amazzonico ed è affluente del Rio Negro. Il fiume attraversa la Colombia, dipartimento di Guaviare e dipartimento di Vaupés e il Brasile-Amazonas. Ha una lunghezza totale di 1.050 km.

## Geografia
Il fiume nasce nella cordigliera orientale delle Ande colombiane nel dipartimento di Guaviare, ad ovest della città di Calamar.